# عزیزآباد رمپان
عزیزآباد رمپان روستایی در دهستان پارود بخش پارود شهرستان راسک استان سیستان و بلوچستان ایران است.

## جمعیت
بر پایه سرشماری عمومی نفوس و مسکن در سال ۱۳۹۵ جمعیت این روستا ۷۸ نفر (۱۷خانوار) بوده‌است.